# Karl Heinrich von Paczensky und Tenczin
Karl Heinrich von Paczensky und Tenczin (* 11. September 1731 auf Ober-Glauche (Kreis Oels); † 1. März 1806 auf Seifersdorf (Kreis Ohlau)) war ein preußischer Generalmajor sowie Erbherr auf Seifersdorf.

## Leben

### Herkunft
Seine Eltern waren Georg Heinrich von Paczensky und Tenczin (* 18. April 1695; † 28. Mai 1778) und dessen Ehefrau Rosine Sophie, geborene von Kessel und Zeutsch (* 10. Januar 1708; † 17. März 1768).

### Militärkarriere
Er kam im Jahr 1758 als Standartenjunker in das Kürassierregiment „Alt-Krockow“ und wurde am 21. Januar 1758 Kornett. Während des Siebenjährigen Krieges kämpfte er in der Schlacht bei Hochkirch, Kay, Kunersdorf und bei Torgau. Für sein Verhalten in der Schlacht bei Freiberg erhielt er von Seydlitz eine besondere Auszeichnung und Belobigung. In dieser Zeit wurde er am 10. Dezember 1761 Leutnant.
Es dauerte bis zum 10. September 1779, bis seine Beförderung zum Stabsrittmeister erfolgte. Als solcher nahm er 1778/79 am Bayrischen Erbfolgekrieg teil und wurde am 17. Januar 1779 Rittmeister und Kompaniechef. Am 14. Juni 1786 erfolgte die Beförderung zum Major und am 24. Oktober 1793 die Ernennung zum Eskadronchef. Am 7. April 1797 wurde er zum Regimentskommandeur ernannt und am 20. Mai 1798 zum Oberstleutnant befördert. Anlässlich einer Revue erhielt er am 26. Juni 1798 in Breslau den Orden Pour le Mérite. Am 20. Mai 1799 erfolgte die Beförderung zum Oberst und am 8. Dezember 1803 erhielt er seine Demission als Generalmajor mit einer Pension von 800 Talern. Er starb am 1. März 1806 auf seinem Gut Seifersdorf.

### Familie
Am 17. September 1776 heiratete er Elisabeth Helene von Richthofen (* 1. März 1755; † 19. August 1781) aus dem Hause Malitsch. Das Paar hatte folgende Kinder:
- Wilhelm Karl Heinrich Ernst (* 7. November 1777; † 19. Januar 1799), Sekondeleutnant im Kürassier-Regiment Nr. 1
- Henriette Leopoldine Christiane (* 12. Juni 1779; † 13. November 1853) ⚭ Friedrich Wilhelm Karl von Eisenhart (* 7. Oktober 1774; † 12. Januar 1835)[2], Stadtgerichtsdirektor in Namslau
- Karoline Friederike Wilhelmine (* 4. September 1780; † 14. März 1854)[3] ⚭ Freiherr Heinrich von Zedlitz und Leipe (* 23. Juli 1781; † 5. Februar 1835)[4], Herr auf Kapsdorf, Sohn von Karl Abraham von Zedlitz

Nach dem Tod seiner ersten Frau heiratete er am 22. September 1782 Sophie Friederike von Tschischwitz (* 19. Februar 1758; † 28. Oktober 1827) aus dem Haus Camin. Das Paar hatte folgende Kinder:
- Beate Friederike Gottliebe (* 28. September 1783; † 1. Januar 1849) ⚭ Graf Ferdinand von Einsiedel (* 11. Juni 1774; † 23. Juni 1833)[6], Berghauptmann, Sohn von Detlev Carl von Einsiedel
- Sylvius Heinrich Adolf (* 24. Juli 1786; † 16. Juni 1860), Oberstallmeister in sachsen-altenburgischer Oberstallmeister ⚭ Mathilde von Minckwitz (1789–1861)
- Luise (*/† 1790)
- Heinrich (* 7. Oktober 1791; † 20. Februar 1843), Sekondeleutnant, später Berghauptmann
- Amalie Helene Sophie Wilhelmine (* 17. September 1793; † 25. Juni 1874)[7] ⚭ 15. Oktober 1814 Anton von Glaser (1784–1840), preußischer Generalmajor[8]